# Erick Mendonça
Erick Olim Mendonça, noto semplicemente come Erick Mendonça (Guadalajara, 21 luglio 1995), è un giocatore di calcio a 5 portoghese.
Con la nazionale portoghese è stato campione del mondo nel 2021 e campione europeo nel 2022.

## Biografia
Nato a Guadalajara, all'età di un anno si trasferì in Portogallo con la madre e la sorella, mentre il padre rimase in Messico. All'età di 7 anni gli fu diagnosticata la malattia di Legg-Calvé-Perthes che comporta la necrosi della testa del femore. Dopo sette anni di terapie, buona parte dei quali trascorsi su una sedia a rotelle e sulle stampelle, Mendonça fu dichiarato guarito e poté riprendere a giocare a calcio.

## Carriera
Cresciuto in una famiglia di sportivi, Mendonça ha iniziato a giocare a calcio a 5 fin dall'infanzia nella società del Quinta dos Lombos, fondata dal nonno materno e nella quale giocavano anche i suoi cugini. Nel 2012 viene tesserato dallo Sporting Lisbona con cui completa la formazione giovanile e debutta in prima squadra. Per giocare con continuità nel 2015 ritorna al Quinta dos Lombos, in prestito annuale dallo Sporting. Alla fine della stagione si trasferisce in prestito biennale al Fundão; durante questa parentesi ottiene la prima convocazione nella nazionale maschile. Nel 2018 ritorna allo Sporting Lisbona con il quale compie il definitivo salto di qualità. Nel 2021 viene incluso nella lista definitiva dei convocati del Portogallo per la Coppa del Mondo, vinta proprio dalla selezione lusitana.

## Palmarès

### Club

#### Competizioni nazionali
- Campionato portoghese: 3
Sporting Lisbona: 2020-21, 2021-22, 2022-23
- Coppa del Portogallo: 3
Sporting Lisbona: 2018-19, 2019-20, 2021-22
- Supercoppa portoghese: 5
Sporting Lisbona: 2014, 2018, 2019, 2021, 2022
- Taça da Liga: 1
Sporting Lisbona: 2020-21
- Coppa di Spagna: 1
Barcellona: 2023-24

#### Competizioni internazionali
- UEFA Champions League: 2
Sporting Lisbona: 2018-19, 2020-21

### Nazionale
- Campionato mondiale: 1
Lituania 2021
- Campionato d'Europa: 1
Paesi Bassi 2022